# レイジング・サンド
『レイジング・サンド』(Raising Sand)は、ロバート・プラントとアリソン・クラウスが2007年に連名で発表したスタジオ・アルバム。クラウスが長年籍を置いてきたラウンダー・レコードからリリースされ、プラントも本作よりラウンダーへ移籍している。収録曲の大部分はアメリカの歌のカヴァーで、「プリーズ・リード・ザ・レター」は、プラントがジミー・ペイジと連名で発表したアルバム『ウォーキング・イントゥ・クラークスデイル』（1998年）収録曲のセルフ・カヴァー。

## 反響・評価
アメリカではBillboard 200およびビルボードのカントリー・アルバム・チャートで2位に達し、2008年3月にはRIAAによってプラチナ・ディスクに認定された。
第51回グラミー賞では、主要4部門のうち2部門を含む全5部門にノミネートされ、いずれも受賞を果たした。本作は最優秀アルバム賞と最優秀コンテンポラリー・フォーク／アメリカーナ・アルバム賞を受賞し、「プリーズ・リード・ザ・レター」は最優秀レコード賞、「リッチ・ウーマン」は最優秀ポップ・コラボレーション賞、「キリング・ザ・ブルース」は最優秀カントリー・コラボレーション賞を受賞した。
2008年のカントリーミュージック協会賞では、「ゴーン・ゴーン・ゴーン」が音楽イベント賞を受賞した。
『ローリング・ストーン』誌が選出した「2000年代のベスト・アルバム100」では55位にランク・インした。

## 収録曲
1. リッチ・ウーマン - "Rich Woman" (Dorothy LaBostrie, McKinley Millet) - 4:04
2. キリング・ザ・ブルース - "Killing the Blues" (Roly Jon Salley) - 4:16
3. シスター・ロゼッタ・ゴーズ・ビフォア・アス - "Sister Rosetta Goes Before Us" (Sam Phillips) - 3:26
4. ポリー・カム・ホーム - "Polly Come Home" (Gene Clark) - 5:36
5. ゴーン・ゴーン・ゴーン - "Gone Gone Gone (Done Moved On)" (Phil Everly, Don Everly) - 3:33
6. スルー・ザ・モーニング、スルー・ザ・ナイト - "Through the Morning, Through the Night" (G. Clark) - 4:01
7. プリーズ・リード・ザ・レター - "Please Read the Letter" (Jimmy Page, Robert Plant, Charlie Jones, Michael Lee) - 5:53
8. トランプルド・ローズ - "Trampled Rose" (Tom Waits, Kathleen Brennan) - 5:34
9. フォーチュン・テラー - "Fortune Teller" (Naomi Neville) - 4:30
10. スティック・ウィズ・ミー・ベイビー - "Stick with Me Baby" (Mel Tillis) - 2:50
11. ナッシン - "Nothin'" (Townes Van Zandt) - 5:33
12. レット・ユア・ロス・ビー・ユア・レッスン - "Let Your Loss Be Your Lesson" (Milt Campbell) - 4:02
13. ユア・ロング・ジャーニー - "Your Long Journey" (Traditional / arr.by Doc Watson, Rosalie Watson) - 3:55

## 他メディアでの使用例
本作に収録された「リッチ・ウーマン」は、映画『デンジャラスな妻たち』（2008年公開）のサウンドトラックで使用された。

## ライヴ
本作に伴うツアーでは、「ブラック・ドッグ」「黒い田舎の女」「限りなき戦い」といったレッド・ツェッペリンの楽曲も演奏された。また、プラントとクラウスは2008年9月17日にナッシュビルで行われたリヴォン・ヘルムのコンサートに飛び入りして、レッドベリーの持ち歌として知られる「In the Pines」を歌った。

## 参加ミュージシャン
- ロバート・プラント - ボーカル
- アリソン・クラウス - ボーカル、フィドル
- T・ボーン・バーネット - エレクトリックギター、アコースティック・ギター、6弦ベース
- マーク・リボー - エレクトリックギター、アコースティック・ギター、ドブロ・ギター、バンジョー
- デニス・クロウチ - アコースティック・ベース
- ジェイ・ベラローズ - ドラムス
- グレゴリー・ライツ - ペダル・スティール・ギター(#2, #6)
- パトリック・ウォーレン - トイ・ピアノ、パンプ・オルガン、キーボード(#8)
- ノーマン・ブレイク - アコースティック・ギター(#11, #13)
- マイク・シーガー - オートハープ(#13)
- ライリー・バーガス - バンジョー(#13)